# Więcierz

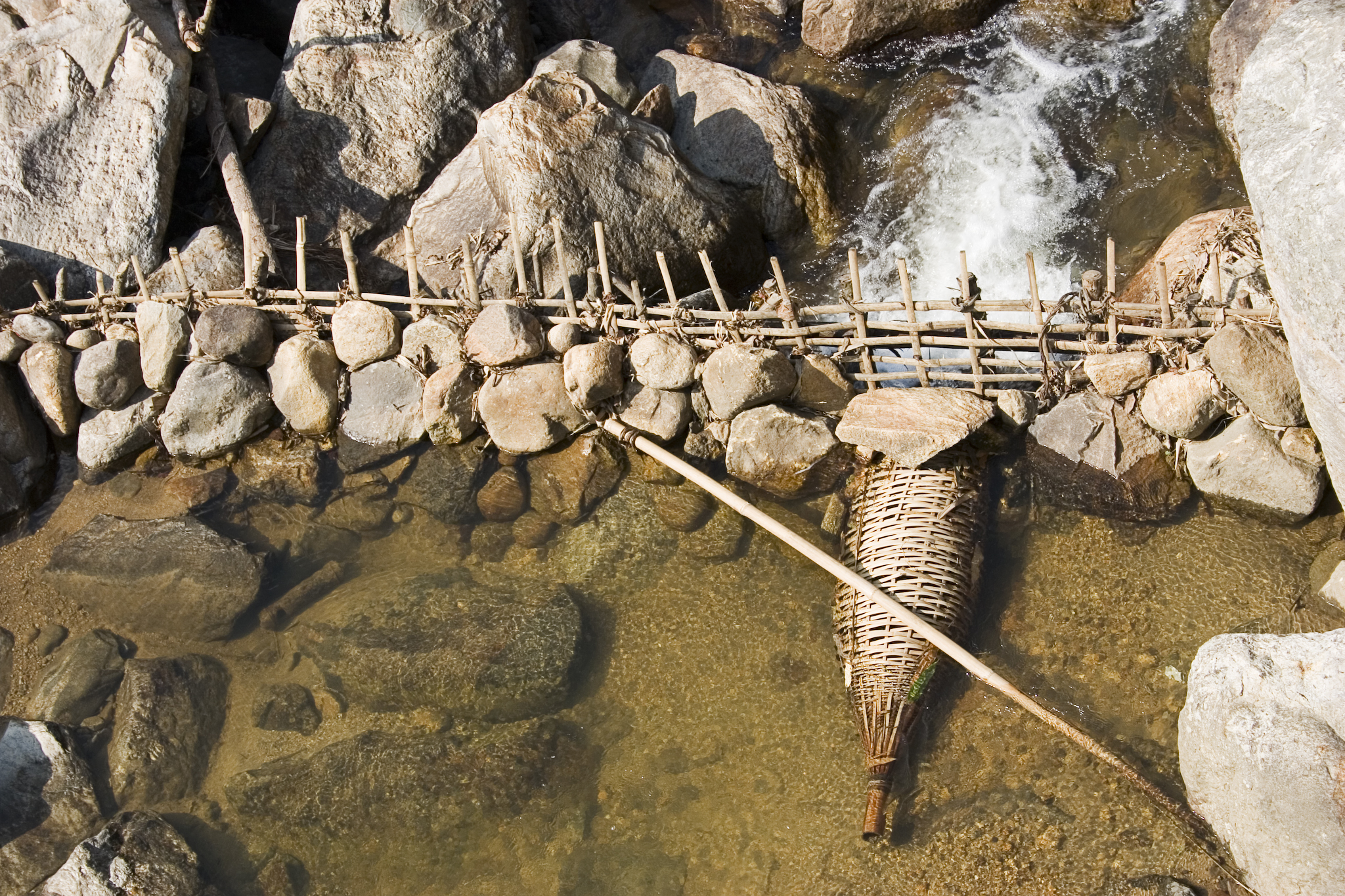

Więcierz (wereżka) – pułapka na ryby w kształcie cylindra około dwumetrowej długości, zrobiona z obręczy drewnianych na których rozpięta jest wiklina lub tkanina sieciowa, czasami z przegrodą w środku.
Podobny do żaka, lecz prostszy, bez skrzydeł pułapkowych.
Więcierza używa się w jeziorach lub wolno płynących rzekach, najczęściej do połowów węgorzy, łososi, certy, szczupaków i leszczy, także zimą do łowienia pod lodem łososi i certy.
Czasami po przegrodzeniu rzeki poprzecznymi jazami więcierze wstawiano w „oknach”, czyli otworach jazowych.
Obecnie stosowany i wytwarzany bardzo rzadko, używany bywa przez kłusowników.

## Więcierz w literaturze
- w tytule tomiku poezji Więcierz w głębinie Kazimiery Alberti
- w bajce Czapla, ryby i rak Ignacego Krasickiego[8]
- w wierszu Chore myśli Krzysztofa Kamila Baczyńskiego[9]
- w wierszu Nokturn erotyczny Jacka Kaczmarskiego
- w pierwszej części cyklu wiedźmińskiego Ostatnie życzenie Andrzeja Sapkowskiego